# 漢那邦洋
漢那 邦洋（かんな くにひろ、1977年7月25日 - ）は、ラジオパーソナリティ。沖縄県那覇市出身。首里高校、沖縄国際大学商経学部経済学科卒業。
スポーツ全般、特に野球とテニスの造詣が深い。高校ではテニス部に所属しており、よくコアラのTシャツを着て練習に励んでいた。
趣味は麻雀。好きなものはドリフ。
エフエム沖縄のドライバーを経て、RBCiラジオレポーター、ラジオパーソナリティへと至る。

## 出演している番組

### テレビ
- アグレナリン！（土、11:00 - 11:30 沖縄テレビ）
- Bリーグ中継（リーグ制作の公式映像、琉球ゴールデンキングスホーム戦）

### ラジオ
- ギノガルフ（2016.10-現在　火、21:00 - 22:00　FMぎのわん）
  - 番組開始より担当。トークバラエティ。

## 過去に出演した番組

### ラジオ
- オリジンアワー（火、18:00 - 19:00）、タイフーンfm（現fm那覇）
  - 2006年11月28日までレギュラー出演[1]。その後はノーブレーキが番組を引き継いだ[2]。
- ヒトワーク（隔週月曜、19:00 - ）、タイフーンfm（現fm那覇）[3]

下記すべてRBCiラジオに出演
- 深夜大学R
- マンデラス
- スポーツフォーカル（2005.4-2020.3 　月 - 金、14:00 - 15:45）
  - 2005年4月より担当。ジャンルはスポーツバラエティで、月曜 - 金曜の帯番組。
- スポーツフォーカルANNEX（2014.4-2016.3　土 24:00 - 25:00）
  - 2014年4月より開始した収録放送の1時間番組。スポーツに限らず、流行や音楽、芸能などなど、あらゆる様々なテーマで土曜深夜に繰り広げるトークバラエティ。
- グルクンマスクと漢那邦洋のグルカン（2019.9-2020.3  水、21:30 - 22:00[4] RBCiラジオ）
  - 前番組「グルメロ」を務めた大城メロディーの降板による実質的後任パートナー。トークバラエティ。